# 哈萨玛·伊本·阿彦
哈萨玛·伊本·阿彦(死于公元816年6月，Harthama ibn A'yan)是一个呼罗珊裔阿拔斯王朝地方总督。历经哈里发哈迪、哈伦·拉希德、马蒙三朝。在阿明-马蒙内战中，扮演重要角色，然而在对抗萨赫尔家族时被杀。

## 生平
哈萨玛出生于巴尔赫，他是Banu Dabba部落的毛拉。 哈萨玛是王储伊萨·伊本·穆萨的支持者，哈里发曼苏尔迫使伊萨放弃继承权，新王储马赫迪绑送哈萨玛至巴格达，在整个马赫迪的统治时期内，哈萨玛都被囚禁着。等到马赫迪之子哈迪即位，哈萨玛被释放并突然成为了哈里发的最亲密的顾问。一次，他向哈里发哈迪建议处决王储哈伦·拉希德，以铺平哈迪之子的即位之路。可是这个计划被太后al-Khayzuran阻止了。尽管如此，当哈里发哈迪死后，哈萨玛亲自释放了哈伦·拉希德。

### 拉希德时期
在哈伦·拉希德时期，哈萨玛继续享受高官厚禄，他先后担任了巴基斯坦、埃及、摩苏尔，然后是阿非利加的总督。之后越权指挥原本是维齐尔贾法尔·伊本·叶海亚统领的哈里发的禁军，哈萨玛在803年扳倒巴尔马克家族时扮演了重要角色，之后成为了哈里发的主要军事将领。他还领导了两次针对东罗马帝国小亚细亚的夏季攻势。当拉菲·伊本·莱伊斯在呼罗珊叛乱时（805-806），呼罗珊总督阿里·伊本·伊萨控制不住局势，哈里发拉希德派哈萨玛接替阿里，808年，哈伦·拉希德亲自前往处理叛乱。

### 阿明马蒙内战
当809年3月哈里发拉希德死于圖斯时，哈萨玛正在撒马尔罕，之后就留在了东方。 因此，在哈里发阿明和马蒙内战期间，哈萨玛加入了马蒙一方。在围困巴格达时（812-813），哈萨玛是两位指挥官之一，另一位是塔希尔·伊本·侯赛因。围城战时，哈萨玛率军从东部攻击，塔希尔从西部。在最后阶段，哈萨玛派了一艘船载阿明渡过底格里斯河，试图招降保住阿明的生命，可是失败了。船被塔希尔的手下截获，阿明被杀。
之后，哈萨玛留在了伊拉克，815年率军镇压了Abu 'l-Saraya al-Sirri领导的阿里派暴动。很快，他被任命为阿拉比亚和沙姆总督， 但是未就任，哈萨玛就去了东方，向哈里发马蒙报告伊拉克的真实情况，马蒙此时还留在梅尔夫, 尤其是当地呼罗珊贵族对总督法德尔·伊本·萨赫尔的不满。法德尔和他的支持者转而攻击哈萨玛，于是哈里发马蒙下令囚禁了哈萨玛，并在861年6月处决了他。

## 后事
在得知父亲被处决后，亚美尼亚总督哈萨玛之子哈特姆发动叛乱，后因自己死亡叛乱结束。 另一个儿子锡斯坦总督阿彦（约820年），他的后代延续到哈特姆仍身居高位直到进入9世纪。

## Sources
- Crone, Patricia. . Cambridge and New York: Cambridge University Press. 1980  [2017-08-22]. ISBN 0-521-52940-9. （原始内容存档于2016-06-17）.
- Kennedy, Hugh N.  Second. Harlow, UK: Pearson Education Ltd. 2004  [2017-08-22]. ISBN 0-582-40525-4. （原始内容存档于2020-07-21）.
- Pellat, Ch. . Lewis, B.; Ménage, V. L.; Pellat, Ch.; Schacht, J.  (编). . Leiden: E. J. Brill: 231. 1971. OCLC 495469525.
- Rekaya, M. . Bosworth, C. E.; van Donzel, E.; Pellat, Ch.  (编). . Leiden: E. J. Brill: 331–339. 1991. ISBN 978-90-04-08112-3.